# Amnioblast

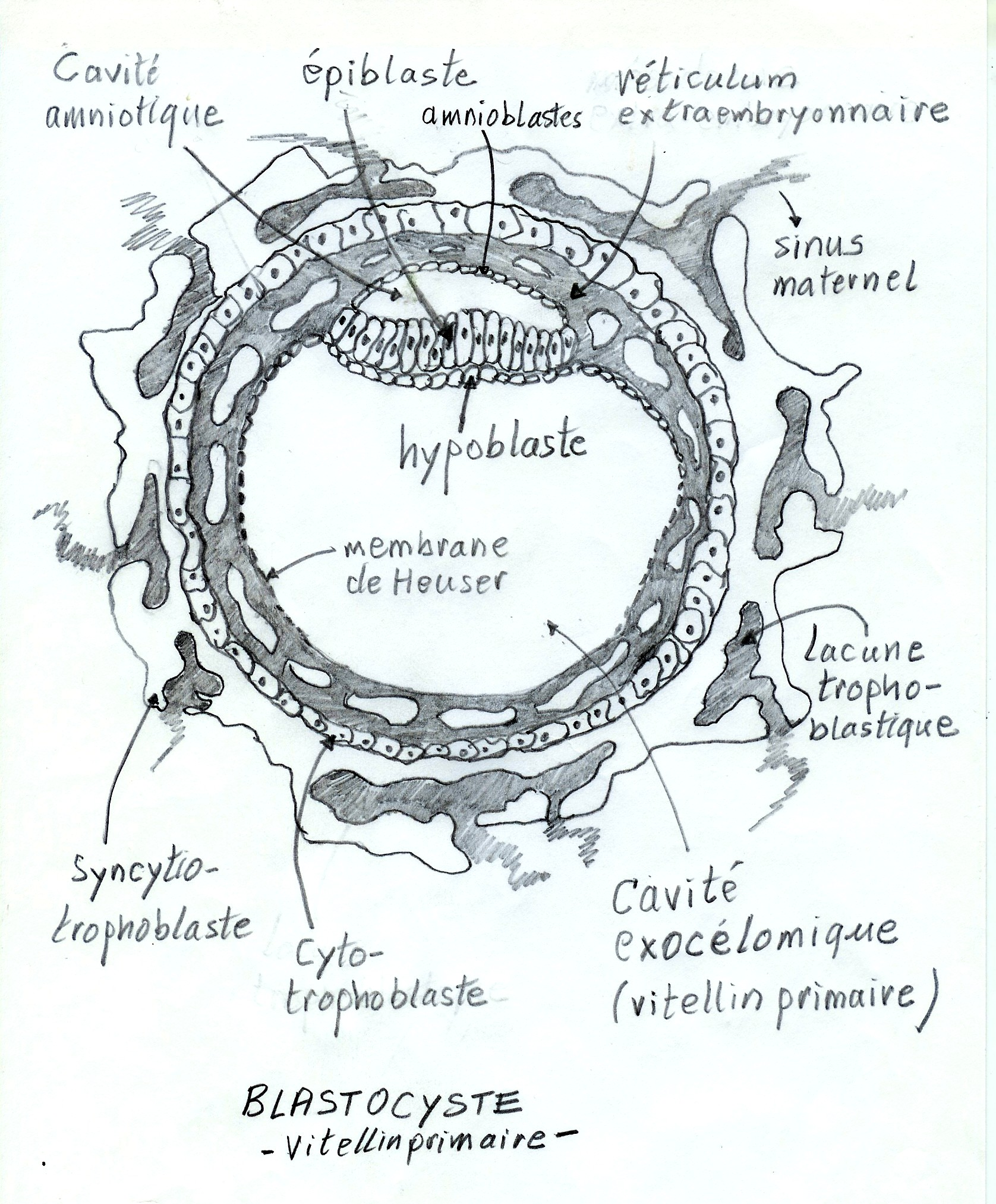
Blastocyst en primaire dooierzak

Een amnioblast is een afgeplatte cel van het amnion, het binnenste vruchtvlies, dat de amnionholte omsluit.
Naarmate de innesteling van de blastocyste vordert, verschijnt er een kleine ruimte in de embryoblast, die het primordium van de amnionholte is. Al snel scheiden amnionvormende cellen, de amnioblasten, zich af van de epiblast en bekleden het amnion. Amnioblasten vermenigvuldigen zich snel en vormen een eenvoudige epitheellaag op het binnenoppervlak van de amnionholte. Deze epitheellaag vormt het vruchtvlies. Naarmate het aantal cellagen toeneemt en door de afscheiding van extracellulaire matrix door amnioblasten, wordt het vruchtvlies dikker en robuuster. Amnioblasten scheiden actief vruchtwater af.
Net als epiblastcellen brengen amnioblasten OCT4 tot expressie. Het OCT4-gen codeert voor een proteïne – een transcriptiefactor – dat voor een normale embryonale ontwikkeling belangrijk is.
Omdat de pluripotente amnioblasten pas in het blastocyststadium verder differentiëren wordt veel onderzoek gedaan naar hun geschiktheid voor gebruik als stamcellen. De amnioblasten differentiëren uiteindelijk in voor het stamcelonderzoek belangrijke amniotische epitheliale stamcellen (AESC's).